# Vacuna conjugada

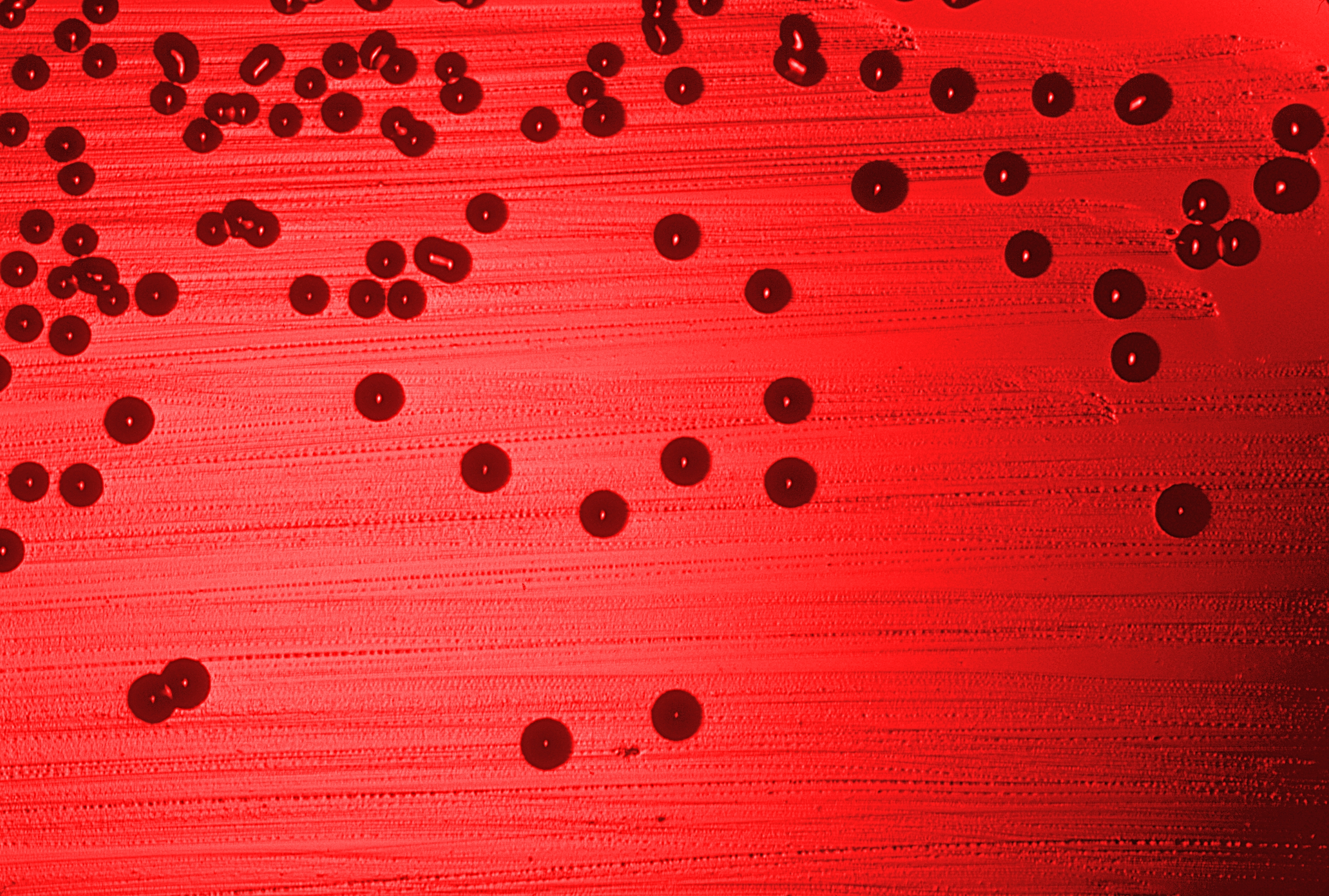
Para las bacterias con una cubierta de polisacáridos, como Haemophilus influenzae tipo b, la mejor forma de prevenir la infección es utilizar una vacuna conjugada

Una vacuna conjugada es un tipo de vacuna de subunidades que combina un antígeno débil con un antígeno fuerte como portador para que el sistema inmunitario tenga una respuesta más fuerte al antígeno débil.
Las vacunas se utilizan para prevenir enfermedades provocando una respuesta inmunitaria a un antígeno, parte de una bacteria o virus que el sistema inmunitario reconoce. Esto se consigue normalmente con una versión atenuada o muerta de una bacteria o virus patógenos en la vacuna, de modo que el sistema inmunitario pueda reconocer el antígeno más adelante en la vida.
La mayoría de las vacunas contienen un único antígeno que el organismo reconocerá. Sin embargo, el antígeno de algunos patógenos no provoca una respuesta fuerte del sistema inmunitario, por lo que una vacunación contra este antígeno débil no protegería a la persona en etapas posteriores de su vida. En este caso, se utiliza una vacuna conjugada para provocar una respuesta del sistema inmunitario contra el antígeno débil. En una vacuna conjugada, el antígeno débil se une covalentemente a un antígeno fuerte, provocando así una respuesta inmunológica más fuerte contra el antígeno débil. Lo más habitual es que el antígeno débil sea un polisacárido unido a un antígeno proteico fuerte. Sin embargo, también se han desarrollado conjugados péptido/proteína y proteína/proteína.

## Historia
La idea de una vacuna conjugada apareció por primera vez en experimentos con conejos en 1927, cuando se aumentó la respuesta inmunitaria al antígeno polisacárido de tipo 3 de Streptococcus pneumoniae combinando el antígeno polisacárido con un portador proteico. La primera vacuna conjugada utilizada en humanos estuvo disponible en 1987. Se trataba de la conjugada contra Haemophilus influenzae tipo b (Hib), que protege contra la meningitis. La vacuna se incorporó pronto al calendario de vacunación infantil en Estados Unidos. La vacuna conjugada Hib se combina con una de varias proteínas portadoras diferentes, como el toxoide diftérico o el toxoide tetánico. Poco después de que la vacuna estuviera disponible, las tasas de infección por Hib disminuyeron, con un descenso del 90,7% entre 1987 y 1991. Las tasas de infección disminuyeron aún más una vez que la vacuna se puso a disposición de los lactantes.

## Técnica
Las vacunas provocan una respuesta inmunitaria a un antígeno, y el sistema inmunitario reacciona produciendo células T y anticuerpos. Las células B de memoria recuerdan el antígeno, de modo que si el cuerpo se encuentra con él más tarde, las células B pueden producir anticuerpos para descomponer el antígeno. En el caso de las bacterias con una cubierta de polisacáridos, la respuesta inmunitaria crea células B independientes de la estimulación de las células T. Conjugando el polisacárido a un portador proteico, se puede inducir una respuesta de células T. Normalmente, los polisacáridos por sí mismos no pueden cargarse en el complejo mayor de histocompatibilidad (CMH) de las células presentadoras de antígenos (CPA) porque el CMH sólo puede unir péptidos. En el caso de una vacuna conjugada, el péptido portador unido al antígeno diana polisacárido puede presentarse en la molécula MHC y la célula T puede activarse. Esto mejora la vacuna, ya que las células T estimulan una respuesta inmunitaria más vigorosa y también promueven una memoria inmunológica más rápida y duradera. La conjugación del antígeno polisacárido diana con la proteína portadora también aumenta la eficacia de la vacuna, ya que una vacuna no conjugada contra el antígeno polisacárido no es eficaz en niños pequeños. El sistema inmunitario de los niños pequeños no es capaz de reconocer el antígeno, ya que la cubierta de polisacáridos disfraza el antígeno. Combinando el polisacárido bacteriano con otro antígeno, el sistema inmunitario es capaz de responder.

## Vacunas conjugadas aprobadas

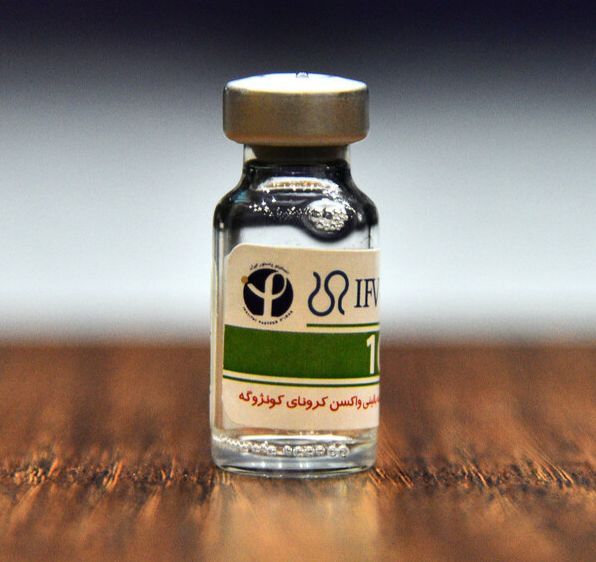
Un vial de vacuna Soberana 02 en Irán para uso en ensayos clínicos fase III

La vacuna conjugada más utilizada es la vacuna conjugada contra la Hib. Otros patógenos que se combinan en una vacuna conjugada para aumentar la respuesta inmunitaria son el Streptococcus pneumoniae y la Neisseria meningitidis, ambos conjugados con portadores de proteínas como los utilizados en la vacuna conjugada contra el Hib. Tanto Streptococcus pneumoniae como Neisseria meningitidis son similares a Hib en el sentido de que la infección puede provocar meningitis.
En 2018 la Organización Mundial de la Salud recomendó el uso de la vacuna conjugada contra la tifoidea, que puede ser más eficaz y previene la fiebre tifoidea en muchos niños menores de cinco años.
En 2021 Soberana 02, una vacuna conjugada contra el COVID-19 desarrollada en Cuba, recibió autorización de uso de emergencia en Cuba e Irán.

## Lista de otras vacunas conjugadas
- Varias vacunas inmunoanticonceptivas para uso animal, incluida GonaCon (GnRH unida a la hemocianina de la lapa)
- NicVAX, cuyo objetivo es vacunar contra la nicotina utilizando una versión hapteno químicamente modificada unida a la exotoxina A.
- TA-CD, cocaína vinculada a la toxina del cólera inactivada
- TA-NIC, nicotina vinculada a la toxina del cólera inactivada